# Бобрик (нижний приток Припяти)
Бо́брик (бел. Бобрык, Бобрык Другі) — река в Петриковском и Житковичском районах Гомельской области Белоруссии, левый приток Припяти.
Длина 66 км. Площадь водосбора 710 км². Средний наклон водной поверхности 0,4 ‰. Началом реки считается устье Озёрного канала, которое находится в 2 км на северо-восток от д. Копцевичи Петриковского района. Течёт по низменности Припятское Полесье, впадает в Припять у д. Конковичи Петриковского района. Основные притоки: каналы Михедово-Грабовский (слева) и Озерный (справа). Долина в верхнем течении невыразительная, ниже д. Оголичи преимущественно трапециевидная. Пойма на большом протяжении невыразительная (осушенное болото). Русло канализовано на протяжении 40,7 км.